# Muokonjärvi
Muokonjärvi är en del av sjön Nuorajärvi i Finland.   Den ligger i landskapet Norra Karelen, i den sydöstra delen av landet, 400 km nordost om huvudstaden Helsingfors. Muokonjärvi ligger 142 meter över havet.